# Felix Stransky
Felix Stransky (ur. 26 maja 1871 w Brnie, zm. 22 października 1950 w Wiedniu) – austriacki bankier i działacz społeczny.

## Życiorys
Początkowo wyznania mojżeszowego, potem dokonał konwersji na rzecz kościoła ewangelicko-augsburskiego. Po zdobyciu wykształcenia w zakresie bankowości przebywał na praktykach w różnych bankach w Anglii, Rumunii i Niemczech. Potem był przedstawicielem domu bankowego Wawelberg w Petersburgu (1898-1901), a następnie był dyrektorem oddziału tego banku w Zurychu (1902-1905). 
W latach 1905–1932 zastępca dyrektora oraz członek trzyosobowego zarządu najstarszego z banków austriackich Niederösterreichische Escompte-Gesellschaft w Wiedniu. Ze względu na swoją pozycję zasiadał w ponad 40 radach nadzorczych banków i przedsiębiorstw monarchii habsburskiej, m.in. był prezesem Österreichische Josef Inwald AG Wien i huty szkła i rafinerii Josef Inwald AG w Pradze, wiceprezesem Erste österreichische Glanzstoff-Fabriken AG w St. Pölten, Zentral Gas- und Elektrizitäts AG w Budapeszcie i Österreichische Brown, Boveri Werke AG w Wiedniu. 
W latach 1910–1915 członkiem rady zawiadowczej Polskiego Banku Przemysłowego we Lwowie. Był jednym z najbardziej znanych bankowców austriackich, w okresie międzywojennym był m.in. wiceprezesem Stowarzyszenia Austriackich Banków i Bankowców (Verband österreischer Banken und Bankiers). Udzielał się także w licznych przedsięwzięciach społecznych, był m.in. wiceprezesem Rady Powierniczej Polikliniki w Wiedniu. Przez wiele lat udzielał się na rzecz stowarzyszenia, w którym był członkiem dyrekcji (1914-1915), wiceprezesem (1919-1937), a od 1937 członkiem honorowym. Był także znanym kolekcjonerem dziewiętnastowiecznego malarstwa austriackiego.
W okresie rządów nazistów został deportowany do Theresienstadt (Terezín). Od maja 1943 był członkiem rady nadzorczej „Banku Samorządu Żydowskiego”, jednej z tej instytucji przez którą naziści nadawali pozory normalnego życia w getcie terezińskim. Mimo postępującej starości, a także amputacji nóg przeżył pobyt w Terezinie i na początku lipca 1945 powrócił do Wiednia. W latach 1946–1948 był wiceprezesem i doradcą finansowym Wiener Konzerthaus. Zrezygnował z tych funkcji ze względu na stan zdrowia.
Pochowany na cmentarzu Hietzing w Wiedniu.

## Rodzina
Był synem właściciela fabryki Moritza Stransky’ego (1833–1894) i jego żony Mathilde z domu Schönauer (1837–1921). Jego braćmi byli pianista i nafciarz Sigmund (1864–1938) i lekarz psychiatra Erwin (1877-1862). W 1900 ożenił się ze znaną skrzypaczką Rosą z Hochmannów, pochodzącą z Rosji. W 1908 rozwiedli się.

## Odznaczenia
- Austriacki Order Korony Żelaznej klasy III (1908)
- Francuska Legia Honorowa